# Cathédrale Saint-Jean-l'Évangéliste de Spokane
Cette  cathédrale n’est pas la seule cathédrale Saint-Jean-l'Évangéliste.
La cathédrale Saint-Jean-l'Évangéliste de Spokane est une cathédrale située aux États-Unis dans l'État du Washington, dans la ville de Spokane.
Elle est affiliée à l'Église épiscopale des États-Unis.
La cathédrale est construite en grès et l'intérieur présente un haut plafond orné d'or et d'aluminium.
L'architecte est l'agence Whitehouse and Price.

## Historique
La construction a commencé en 1925 et s'est achevée en 1961.

## Dimensions
Les dimensions de l'édifice sont les suivantes :
- hauteur sous voûtes : 24,3 m ;
- hauteur de la tour : 54,9 m ;
- diamètre de la rosace de la façade : 7 m.

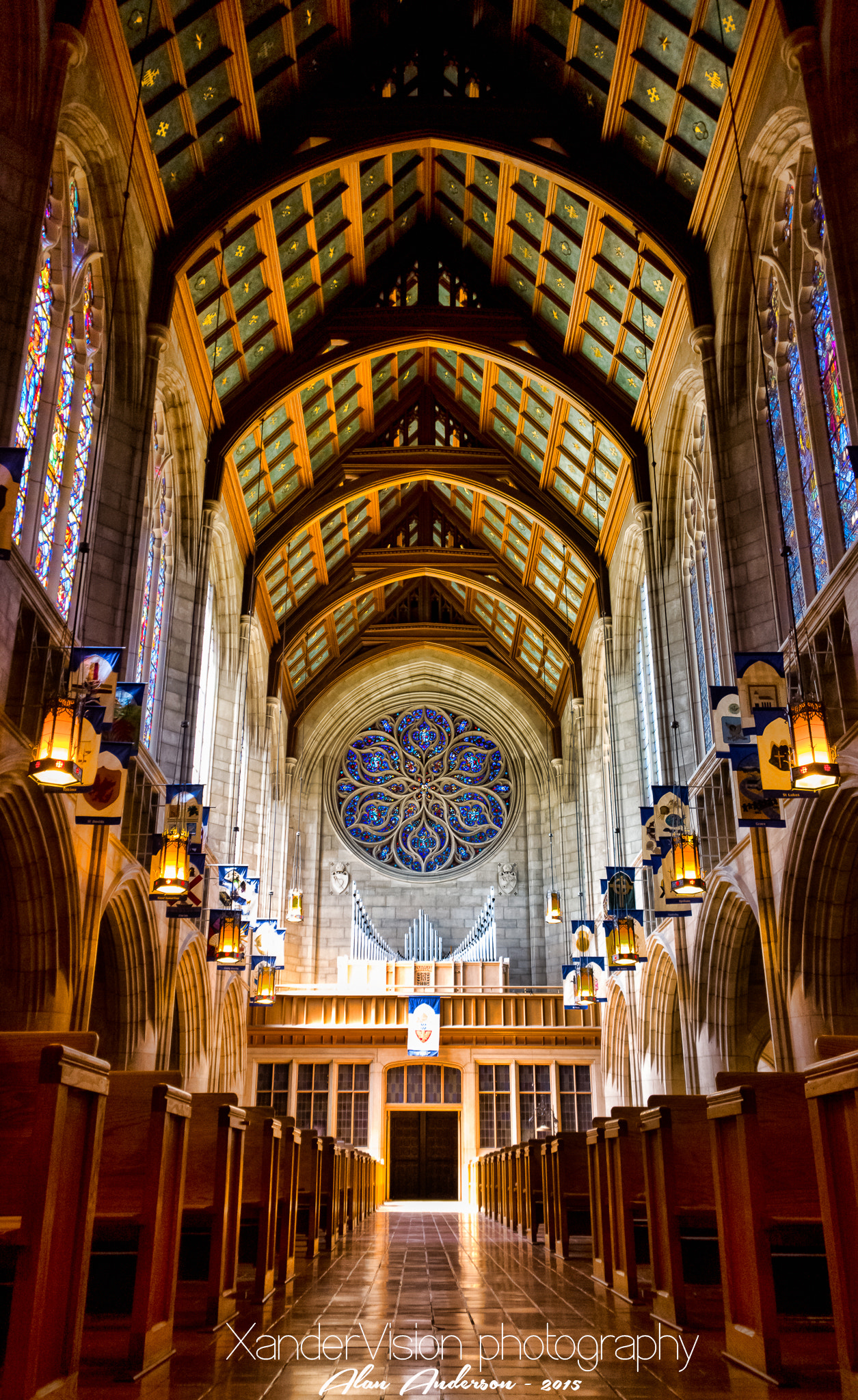
vue de l'intérieur